# Льюис, Крис
Крис Льюис (англ. Chris Lewis; род. 9 марта 1957, Окленд) — новозеландский профессиональный теннисист и теннисный тренер. Победитель 11 турниров Гран-при в одиночном и парном разрядах, финалист Уимблдонского турнира 1983 года в одиночном разряде, полуфиналист Кубка Дэвиса (1982) в составе сборной Новой Зеландии. Первая ракетка мира 1975 года среди юношей после победы на Уимблдонском турнире и выхода в финал Открытого чемпионата США.

## Игровая карьера
Крис Льюис начал заниматься теннисом в шестилетнем возрасте по настоянию отца — теннисиста-любителя, игравшего за клуб города Лоуэр-Хатт. Его братья Марк и Дэвид также стали теннисистами, причём Дэвид в будущем выступал за сборную Новой Зеландии. В 1975 году Крис стал победителем Уимблдонского турнира в одиночном разряде среди юношей и дошёл до финала юношеского турнира на Открытого чемпионата США, поднявшись в итоге на первое место в мировом юниорском рейтинге.
С 1976 по 1981 год Льюис занимался в теннисной академии австралийского тренера Гарри Хопмана. Он был в числе теннисистов, уделявших наибольшее внимание физической подготовке, в результате с трудом находя себе партнёров по изнурительным тренировкам; позже, в начале 1980-х годов, ему пришлось уговаривать другого новозеландского теннисиста, Джеффа Симпсона, вернуться на корт, чтобы стать его партнёром.
В 1977 году у себя на родине, в Окленде, Льюис в паре с Расселлом Симпсоном (младшим братом Джеффа) выиграл первый в карьере турнир Гран-при. На следующий год в Австрии он завоевал первый титул Гран-при в одиночном разряде, переиграв по ходу Гильермо Виласа, но вскоре после этого получил тяжёлую травму плеча. Восстановительный период продолжался 18 месяцев. После этого Льюис начал снова появляться в финалах турниров Гран-при — с весны 1980 года в парном разряде, а через год в одиночном. В 1981 году ему удалось достичь в рейтинге 26-й позиции. В 1982 году он сыграл важную роль в высшем успехе в истории сборной Новой Зеландии в Кубке Дэвиса: выиграв в четвертьфинале Мировой группы обе своих одиночных встречи у итальянцев Коррадо Барадзутти и Адриано Панатты, он обеспечил выход новозеландской команды в полуфинал. В полуфинале во Франции, проигрывая 0:2 после первого дня, Льюису удалось сравнять счёт против местной команды после того, как он сначала выиграл с Расселлом Симпсоном парную встречу, а затем победил в третий день Тьерри Тулана. Лидер французской команды Янник Ноа, однако, выиграл решающую встречу у Симпсона, и в финал новозеландцы не попали.
В 1983 году занимавший в рейтинге ATP 91-е место Льюис, которого в это время тренировал знаменитый австралиец Тони Роч, приехал на свой седьмой взрослый Уимблдонский турнир. В предыдущие шесть попыток экс-чемпион среди юношей ни разу не проходил там дальше третьего круга. Однако на сей раз ему удалось в пятисетовом матче первого тура победить девятую ракетку турнира Стива Дентона — обладателя мощной подачи, всего за две недели до этого обыгравшего его на турнире Queen’s Club. Матч третьего круга против ещё одного мастера подачи, Майка Бауэра, снова растянулся на пять сетов, но физические кондиции новозеландца снова оказались выше. Перед четвёртым кругом, где ему противостоял нигериец Ндука Одизор, Льюис от волнения не смог уснуть и задремал уже после разминки, прямо на полу раздевалки. Он проиграл три мяча подряд в начале матча, но взял себя в руки и преодолел и это препятствие. В полуфинале против посеянного 12-м Кевина Каррена Льюис проигрывал 3-0 в решающем, пятом сете, однако снова оказался устойчивей соперника, став первым несеяным финалистом Уимблдонского турнира в мужском одиночном разряде с 1967 года. Он также стал первым финалистом Уимблдона среди мужчин, использовавшим ракетку с увеличенной площадью головки (первую графитовую модель Prince). В финале, где ему противостоял Джон Макинрой, занимавший второе место в рейтинге, обод ракетки треснул уже в первом гейме, и Льюису пришлось сменить её в первый раз за две недели. Макинрой оказался в итоге безоговорочно лучше, уверенно победив в каждом из трёх сетов.
После успеха на Уимблдоне Льюис к апрелю 1984 года достиг 19-го места в рейтинге АТР — высшего в карьере. Он завершил участие в турнирах в 1985 году, решив, что не может расти дальше как игрок. Возможно, на его решение повлиял и страх перед перелётами, связанный с тем, что его авиарейсы трижды совершали аварийную посадку. Этот страх заставлял Льюиса держать на каждом континенте по автомобилю, сводя перелёты между турнирами к минимуму. Последний матч за сборную Новой Зеландии Льюис провёл в начале 1986 года.

## Позиция в рейтинге АТР в конце сезона
| Разряд           | 1976 | 1977 | 1978 | 1979 | 1980 | 1982 | 1983 | 1984 |
| ---------------- | ---- | ---- | ---- | ---- | ---- | ---- | ---- | ---- |
| Одиночный разряд | 127  | 51   | 40   | 65   | 66   | 37   | 26   | 93   |
| Парный разряд    | —    | —    | —    | —    | —    | 57   | 76   | 63   |

## Финалы турниров Гран-при, WCT и Большого шлема за карьеру
| Результат | №  | Дата            | Турнир                               | Покрытие | Соперник в финале    | Счёт в финале           |
| --------- | -- | --------------- | ------------------------------------ | -------- | -------------------- | ----------------------- |
| Поражение | 1. | 5 декабря 1977  | Аделаида, Австралия                  | Трава    | Тим Галликсон        | 6-3, 4-6, 6-3, 2-6, 4-6 |
| Победа    | 1. | 24 июля 1978    | Открытый чемпионат Австрии, Кицбюэль | Грунт    | Владимир Зедник      | 6-1, 6-4, 6-0           |
| Поражение | 2. | 23 марта 1981   | Штутгарт, ФРГ                        | Хард(i)  | Иван Лендл           | 3-6, 0-6, 7-6, 3-6      |
| Победа    | 2. | 18 мая 1981     | Мюнхен, ФРГ                          | Грунт    | Кристоф Роже-Васслен | 4-6, 6-2, 2-6, 6-1, 6-1 |
| Поражение | 3. | 17 августа 1981 | Цинциннати, США                      | Хард     | Джон Макинрой        | 3-6, 4-6                |
| Поражение | 4. | 5 октября 1981  | Брисбен, Австралия                   | Трава    | Марк Эдмондсон       | 6-7, 6-3, 4-6           |
| Поражение | 5. | 14 декабря 1981 | Сидней, Австралия                    | Трава    | Тим Уилкисон         | 4-6, 6-7, 3-6           |
| Поражение | 6. | 27 апреля 1982  | Делрей-Бич, Флорида, США             | Грунт    | Ван Винитски         | 4-6, 4-6                |
| Поражение | 7. | 20 июня 1983    | Уимблдонский турнир, Великобритания  | Трава    | Джон Макинрой        | 2-6, 2-6, 2-6           |
| Победа    | 3. | 7 января 1985   | Окленд, Новая Зеландия               | Хард     | Уолли Мазур          | 7-5, 6-0, 2-6, 6-4      |

| Результат | №  | Дата           | Турнир                                    | Покрытие | Партнёр          | Соперники в финале            | Счёт в финале  |
| --------- | -- | -------------- | ----------------------------------------- | -------- | ---------------- | ----------------------------- | -------------- |
| Победа    | 1. | 10 января 1977 | Открытый чемпионат Новой Зеландии, Окленд | Трава    | Расселл Симпсон  | Питер Лангсфорд Джонатан Смит | 7-6, 6-4       |
| Поражение | 1. | 28 марта 1977  | Ницца, Франция                            | Грунт    | Крис Кейчел      | Гильермо Вилас Ион Цириак     | 4-6, 1-6       |
| Победа    | 2. | 18 апреля 1977 | Флоренция, Италия                         | Грунт    | Расселл Симпсон  | Хайро Веласко Иван Молина     | 2-6, 7-6, 6-2  |
| Победа    | 3. | 24 июля 1978   | Открытый чемпионат Австрии, Кицбюэль      | Грунт    | Майк Фишбах      | Павел Гутка Павел Сложил      | 6-7, 6-4, 6-3  |
| Поражение | 2. | 7 августа 1978 | Индианаполис, США                         | Грунт    | Джефф Боровьяк   | Джин Майер Хэнк Пфистер       | 3-6, 1-6       |
| Победа    | 4. | 27 ноября 1978 | Буэнос-Айрес, Аргентина                   | Грунт    | Ван Винитски     | Хосе-Луис Клерк Белус Пражу   | 6-4, 3-6, 6-0  |
| Поражение | 3. | 28 апреля 1980 | Сан-Паулу, Бразилия                       | Ковёр(i) | Дэвид Картер     | Ананд Амритрадж Фриц Бюнинг   | 6-7, 2-6       |
| Поражение | 4. | 19 мая 1980    | Мюнхен, ФРГ                               | Грунт    | Дэвид Картер     | Хайнц Гюнтхардт Боб Хьюитт    | 6-7, 1-6       |
| Поражение | 5. | 14 июля 1980   | Штутгарт, ФРГ                             | Грунт    | Джон Юилл        | Колин Даудсвелл Фрю Макмиллан | 3-6, 4-6       |
| Поражение | 6. | 21 июля 1980   | Открытый чемпионат Австрии                | Грунт    | Карлус Кирмайр   | Ульрих Мартен Клаус Эберхард  | 4-6, 6-3, 4-6  |
| Поражение | 7. | 6 апреля 1981  | Ницца                                     | Грунт    | Павел Сложил     | Янник Ноа Паскаль Порт        | 6-4, 3-6, 4-6  |
| Победа    | 5. | 5 октября 1981 | Брисбен, Австралия                        | Трава    | Род Фроли        | Марк Эдмондсон Майк Эстеп     | 7-5, 4-6, 7-64 |
| Победа    | 6. | 10 января 1983 | Окленд (2)                                | Хард     | Расселл Симпсон  | Дэвид Грэм Лори Уордер        | 7-6, 6-3       |
| Победа    | 7. | 16 мая 1983    | Мюнхен                                    | Грунт    | Павел Сложил     | Томаш Шмид Андерс Яррид       | 6-4, 6-2       |
| Поражение | 8. | 23 апреля 1984 | Экс-ан-Прованс, Франция                   | Грунт    | Уолли Мазур      | Пэт Кэш Пол Макнами           | 6-4, 3-6, 4-6  |
| Победа    | 8. | 7 января 1985  | Окленд (3)                                | Хард     | Джон Фицджеральд | Бродерик Дайк Уолли Мазур     | 7-6, 6-2       |

## Дальнейшая карьера
После окончания 12 лет выступлений в ранге теннисиста-профессионала Крис Льюис начал карьеру теннисного тренера. Под его руководством немецкий теннисист Карл-Уве Штееб проделал путь из второй сотни рейтинга до 14-го места в конце 1980-х годов. С 1991 по 1993 год Льюис был тренером Ивана Лендла — бывшей первой ракетки мира. Он также работал с молодой новозеландской теннисисткой Мариной Эракович.
В 2005 году Льюис перебрался в Калифорнию — родной штат его жены Синди, родившей ему троих детей. Там он начал сотрудничество с Теннисным клубом Вудбриджа в Ирвайне (Южная Калифорния) и в следующие годы организовал совместную теннисную академию с Чаком Браймером. В рамках академии он работал со многими ведущими молодыми теннисистами региона. Среди воспитанников Льюиса — Маё Хиби, финалист Открытого чемпионата Австралии среди юношей Шон Берман, победители турнира Orange Bowl в младших возрастных категориях Рео Асами и Джозеф Диджулио и финалист чемпионата США среди школьников Стефан Достанич.
Помимо тренерской деятельности Льюис занимается продажей теннисного оборудования через Интернет. Его имя включено в списки Спортивного зала славы Новой Зеландии.